# Hommage (musikalbum)
Hommage är den svenska folkmusikgruppen Nordics andra studioalbum, utgivet 2012 på skivbolaget Dimma.

## Låtlista
1. "Den första (vinjett)"
2. "Bruce"
3. "Döden"
4. "The Lochs of Dread"
5. "8-bitar"
6. "Morsis"
7. "Minous vals"
8. "French Elephant Walk"
9. "Nordic Beat"
10. "Håkon & Michel"
11. "Jösses, polska efter Magnus Olsson"

## Mottagande
Hommage snittar på 4,4/5 på Kritiker.se, baserat på nio recensioner. Skivan fick högsta betyg av Arbetarbladet, Nya Wermlands-Tidningen och Värmlands Folkblad.

### Fotnoter
1. ↑  ”Hommage”. Ginza. http://www.ginza.se/product/nordic/hommage-2012-digipack-/162201/. Läst 10 maj 2012.
2. ↑  ”Hommage”. Kritiker.se. https://kritiker.se/skivor/nordic/hommage/. Läst 10 maj 2012.